# スペインの庭の夜

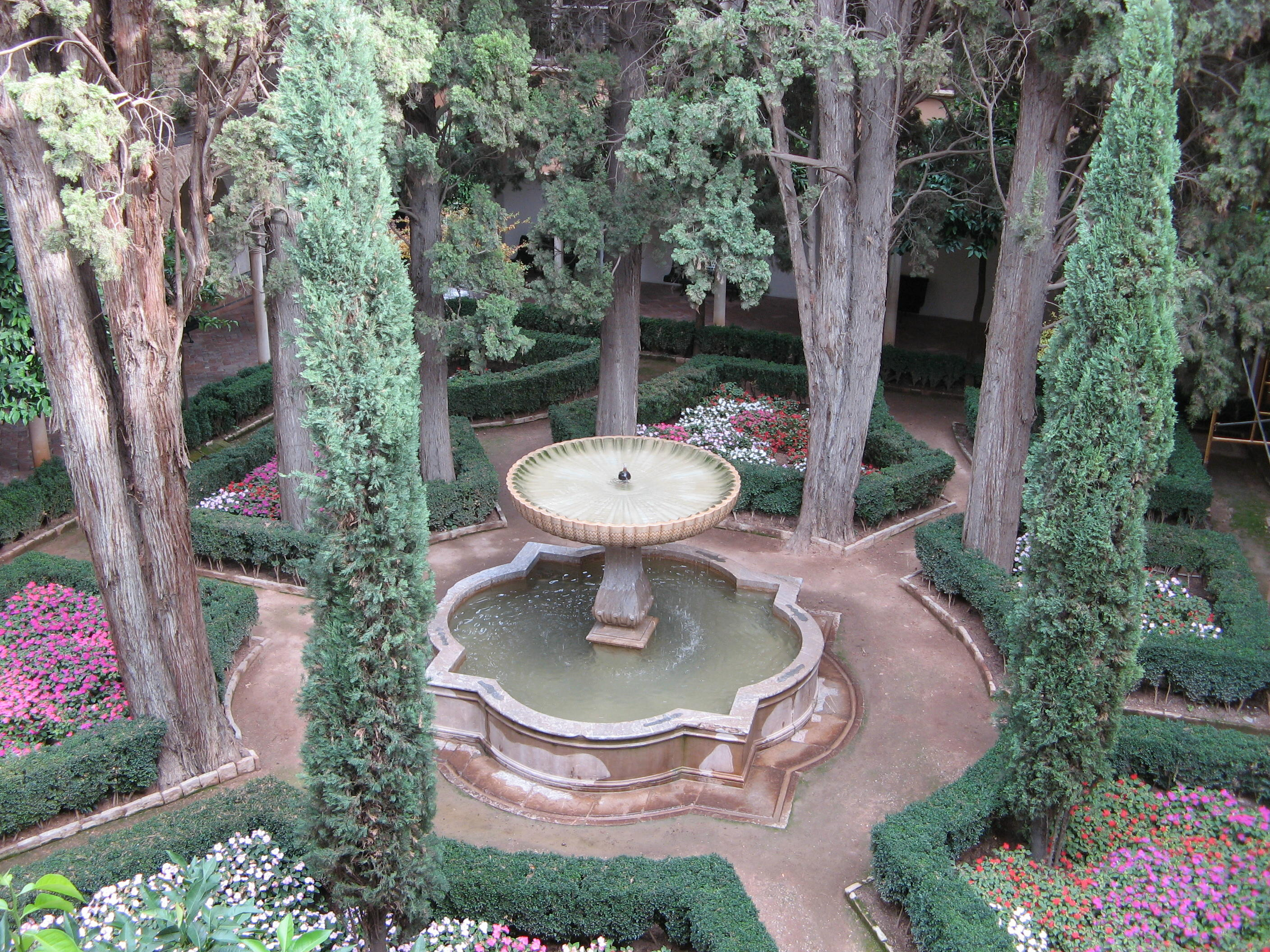
ヘネラリーフェの庭

交響的印象《スペインの庭の夜（西語：Noches en los Jardines de España）》は、マヌエル・デ・ファリャの作曲した独奏ピアノと管弦楽のための作品。そのように明記されてはいないものの、演奏形態としてはピアノ協奏曲に準じ、またジャンルとしては交響詩に分類されることもある。

## 作曲の経緯
ファリャがパリ滞在中の1909年に、親交があった同国人のピアニスト、リカルド・ビニェスに献呈するためのピアノ独奏曲《3つの夜想曲》として作曲が始められたが、ビニェスの示唆により、独奏ピアノと管弦楽のための楽曲に書き換えられた。完成したのはスペイン帰国後の1915年であり、作品はビニェスに献呈された。
パリ滞在中に作曲が進められたこともあって、ファリャの印象主義的な作風が示された作品となっており、気だるさと躍動感を併せ持つ曲想は、ドビュッシーの《夜想曲》やラヴェルの《スペイン狂詩曲》の影響をうかがわせる。
初演は1916年4月9日にマドリード王立劇場において、エンリケ・フェルナンデス・アルボス指揮マドリード交響楽団と、ホセ・クビレスのピアノ独奏によって行われた。

## 楽器編成
ファリャは本作を「交響的印象」と呼んでおり、ピアノ・パートは洗練されて華麗で雄弁だが、交響詩のジャンルでもあるためか滅多に他パートを圧倒することはない(このパターンはダンディのフランスの山人の歌による交響曲で他の例を認める事ができる)。管弦楽は官能的な筆致で綴られている。
フルート3、ピッコロ1、オーボエ1、コーラングレ1、クラリネット2、ファゴット2、ホルン4、トランペット2、トロンボーン3、チューバ1、ティンパニ、シンバル、トライアングル、チェレスタ、ハープ、弦楽五部、独奏ピアノ。

## 楽章配置
以下の3楽章よりなり、全曲を通して平均24分ほどの長さである。
ヘネラリーフェにて（En el Generalife）
アランブラのカリフのハーレムの夏の離宮。ジャスミンの花香る夜のヘネラリーフェの花園。
はるかな踊り（Danza lejana）
場所はどこともつかないが、遠くで異国風の踊りが響く庭園。最後は次の楽章に切れ目なく続いていく。
コルドバの山の庭にて（En los jardines de la Sierra de Córdoba）
コルドバ山地の庭園。聖体祭の日にジプシーたちがつどって歌い踊る。 

## その他
第1楽章のクライマックスではワーグナーの『トリスタンとイゾルデ』前奏曲冒頭、第2楽章の途中ではドビュッシーによって多用された全音音階の和音がそれぞれ引用されるなど、同時代の先輩作曲家たちの影響が所々に垣間見られる。
練習用ピアノ・リダクション楽譜は第2ピアノが連弾になっており、合計3人で弾く。